# Nazanín Armanian
Nazanin Armanian (en persa: نازنین ارمنیان) (Siraz, 21 de gener de 1961) és una escriptora i politòloga iraniana, exiliada a Espanya des de l'any 1983.
Es va llicenciar en Ciències polítiques per la Universitat Nacional d'Educació a Distància (UNED), on del 2009 al 2013 va ser professora de Ciències Polítiques. Del 2007 al 2012 va ser també professora de qüestions islàmiques de cursos complementaris de la Universitat de Barcelona. El 2015 imparteix l'assignatura de Relacions Internacionals a la UNED. També és traductora jurada de persa al castellà.
La seva àrea de recerca és el món islàmic, l'islam polític, la geopolítica d'Orient Mitjà i el nord d'Àfrica i els drets de les dones.
En els seus articles, llibres i conferències desmitifica la situació de les dones al món àrab-musulmà i denuncia l'augment del fonamentalisme en totes les religions. Per exemple, recalca que el 1964, Iran, al costat de França, eren els dos únics països del món que comptaven amb una dona ministra. Fins a 1978 les dones de l'Iran tenien més drets que les espanyoles, però des de la revolució islàmica els seus drets han anat retallant-se, recorda Armanian, especialment crítica amb la involució de l'Iran, país del qual es va exiliar tot just amb 20 anys, quan el país va caure en mans dels aiatol·làs que van reemplaçar el govern del xa.
Va començar a escriure als 27 anys i va publicar el seu primer llibre als 32. Col·labora en diversos mitjans de comunicació espanyols amb anàlisis polítiques. Manté una columna setmanal en el seu blog Punto y Seguido al diari Público.

## Llibres
- No es la religión, estúpido. Chiíes y suníes, la utilidad de un conflicto (es). Coautora amb Martha Zein (Akal, 2016)
- Irán, la revolución constante (es). Coautora amb Martha Zein (Flor del viento, 2012)
- El Islam sin velo (es). Coautora amb Martha Zein (Edicions del Bronce (Planeta), 2009)
- Irak, Afganistán e Irán: 40 respuestas al conflicto de Oriente Próximo (es). Coautora amb Martha Zein (Lengua de trapo, 2007)
- Cuentos persas (es). (Ediciones de la Torre, 2006)
- Al gusto persa: tradiciones y ritos (es). (Zendrera, 2006)
- Kurdistán: El país inexistente (es). (Flor del viento, 2005)
- El viento nos llevará: poesía persa contemporánea (es).(Libros de la Frontera, 2001)
- El cuentacuentos persa: los relatos que hicieron soñar al emperador (es).(Océano, 1997)

## Traduccions
- Eterno atardecer (es). Obres completes de la poeta iraniana Forugh Farrokhzad traduïdes al castellà amb Nilufar Saberi, Ricardo Roízo i Martha Zein (Gallonero, 2019)
- Mi tío Napoleón (es) d'Iraj Pezeshkzad. Pròleg del llibre i traducció a l'espanyol amb Víctor Fuentes Mora (Ático de los libros, 2010)
- Mujeres sin hombres (es) de Shahrnush Parsipur (Txalaparta, 2003)
- Robaiyat de Omar Jayyam (es) (DVD ediciones, 2002)
- Gatha: el primer tratado de ética de la humanidad (es) de Zaratustra (Obelísco, 2001)